# Sofia Nalepinska-Boïtchouk

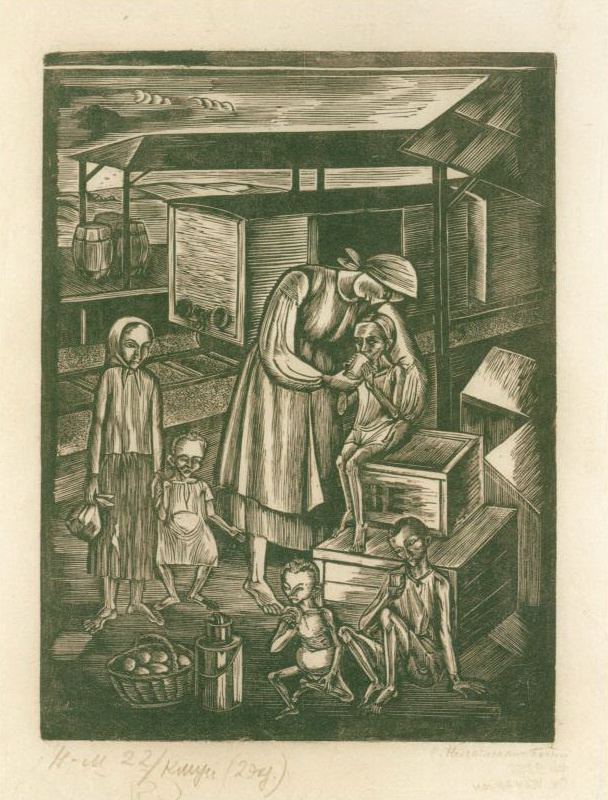
La Faim, une scène de l'Holodomor.

Sofia Oleksandrivna Nalepinska-Boïtchouk (en ukrainien : Софія Олександрівна Налепинська-Бойчук), née le 30 juillet 1884 à Łódź, morte exécutée le 11 décembre 1937 à Kiev, est une artiste ukrainienne née en Pologne, particulièrement réputée pour ses gravures sur bois.

## Biographie
Sofia Nalepinska naît en Pologne le 30 juillet 1884. Son père est ingénieur ferroviaire, sa mère est pianiste. En 1890, son père est transféré à Saint-Pétersbourg ; elle reçoit ses premières leçons d'art du peintre polonais Jan Ciągliński. Plus tard, elle prend des cours particuliers à Munich, auprès du peintre hongrois Simon Hollósy,. Elle termine ses études en 1909 à Paris, à l'Académie Ranson, où elle travaille avec Félix Vallotton et Maurice Denis. Elle y rencontre l'artiste ukrainien Mykhaïlo Boïtchouk. Après une tournée en Italie avec lui et un ami, elle retourne en Galice et s'implique dans la communauté artistique locale.
Elle maintient cependant le contact avec Boïtchouk et, en 1917, ils se marient à Kiev. Elle apprend l'ukrainien et en assimile rapidement la culture. Ils ont un fils en 1918. De 1919 à 1922, elle travaille dans une école d'art à Mirgorod, puis devient chef de l'atelier de xylographie à l'Institut des arts plastiques de Kiev (qui devient après 1924 l'Institut d'art de Kiev, aujourd'hui Académie nationale des Beaux-arts et d'Architecture). Elle y demeure jusqu'en 1929.
En 1936, elle et son mari sont arrêtés pour espionnage et activités contre-révolutionnaires. L'année suivante, ils sont exécutés par un peloton d'exécution, son mari en juillet et elle-même le 11 décembre 1937 à Kiev.

## Œuvre
Une grande partie de l'œuvre de Sofia Nalepinska-Boïtchouk est sous forme de gravures sur bois pour des illustrations de livres, y compris pour illustrer des ouvrages de Taras Chevtchenko, de Dmitri Mamine-Sibiriak et de Stepan Vassyltchenko (uk). Pendant la guerre d'indépendance ukrainienne, elle a créé des modèles de papier-monnaie et de titres d'État. Ces modèles ont été exposés en 1932, mais n'ont jamais été utilisés.

## Réhabilitation, reconnaissance
En 1988, elle est réhabilitée. En 1996, son nom figure parmi les quarante inscrits sur le Monument of Repressed Artists à la National Academy.